# Florin Niculescu
Florin Niculescu (Bukarest, 1967. február 8. –) cigány származású román dzsesszhegedűs.

## Pályafutása
Niculescu családjában mindenki zenével foglalkozott: apja és nagybátyja hegedűs, édesanyja zongoraművész, nővére gordonkaművész volt. Az első hegedűleckéit édesapjától kapta, akivel 4-5 évesen kezdett el komolyan tanulni. Hatévesen beíratták egy zeneiskolába, majd a George Enescu Zenei Középiskolába. Kitűnő tanuló volt.
Édesapjával játszott esküvőkön és más ünnepségeken, és fejlesztette improvizációs képességeit. Nagyjából tizenhárom éves korában hallotta Stéphane Grappellit, aki a bálványa lett.
1991-ben Párizsba utazott találkozni Grappellivel (1994).
Beiratkozott a párizsi Konzervatóriumra, bár a tanára már az első meghallgatáson azt mondta neki, hogy ne vesztegesse az idejét, neki színpadon kell játszania. Egy orosz kabaréban lépett fel először.
Niculescu 1994-ben találkozott Grappellivel. Grappelli javasolta, hogy vegyenek fel egy albumot, de azt Niculescu visszautasította, mert úgy gondolta, hogy nem érdemli még meg ezt a kitüntetést. Remélte, hogy leckéket kap Grappellitől, de Grappelli azt mondta neki, hogy neki nincs mit megtanítani, mivel a cigányzenészeknek eleve fantasztikus, természetes technikájuk van.
1995-ben csatlakozott Romane, majd 2001-ben Biréli Lagrène zenekához. Az akkoriban tizenötéves Scott Tixier hegedűs Niculescu tanítványa volt Párizsban.
Niculescu dolgozott Roberto Alagna, Charles Aznavour, Marcel Azzola, George Benson, Dee Dee Bridgewater, Patrick Bruel, Regina Carter, Angelo Debarre, Angela Gheorghiu, Johnny Hallyday, a Hot Club de Norvège, Patricia Kaas, Jon Larsen, Giani Lincan, Wynton Marsalis, John McLaughlin, Oscar Peterson, Bucky Pizzarelli, Babik Reinhardt, Jimmy Rosenberg, Henri Salvador és Tchavolo Schmitt társaságában.

## Albumok
- 1995: Portrait of Django (with Hot Club de Norvège)
- 1999: L'Esprit Roumain with Corneliu Niculescu
- 2000: Gipsy Ballad
- 2005: Djangophonie
- 2005: Four Friends
- 2008: Florin Niculescu Stéphane Grappellit játszik
- 2010: Django Tunes
- 2018: Florilège